# Opravdová láska
Opravdová láska (česky vyšla i pod názvem Pravá láska, anglicky „True Love“) je sci-fi povídka spisovatele Isaaca Asimova, která vyšla poprvé v únoru 1977 v časopise American Way. Byla následně zařazena do sbírek The Complete Robot (1982) a Robot Dreams (1986). Česky vyšla např. ve sbírkách Sny robotů (1996), Roboti a androidi (1988), Robohistorie I. (2004) a dalších.

## Postavy
- Milton Davidson - programátor
- Joe - počítačový program
- Charity Jonesová - hodnotitelka v historické knihovně ve Wichitě

## Děj
Velice schopný programátor Milton Davidson si pro své účely vytvoří inteligentní počítačový program pojmenovaný Joe a naučí ho spoustu věcí, mj. i mluvit. Joe je součástí obřího komplexu Multivac a je propojen s ostatními jeho součástmi. Obsahuje téměř všechny dostupné znalosti včetně informací o celé populaci na Zemi (7 571 094 964 obyvatel). Miltonovi je už 40 let a stále se neoženil. Zaúkoluje Joea, aby mu našel tu pravou ženu podle jeho parametrů. Nejprve vyřadí všechny muže a ze zbývajících 3 786 112 090 žen postupně vyřazuje všechny nad 40 a pod 25 let, ženy s IQ pod 120, výškou pod 150 nebo nad 175 cm, ženy s dětmi, s různými genetickými charakteristikami atd. Po dvou týdnech výběru zůstává v seznamu 235 žen. Milton přinese hologramy tří vítězek krásy a Joe vybere 8 ze seznamu, které se jim podobají.
Milton zařídí, aby všechny postupně pracovaly tam, kde on a s každou z nich se sejde. Ale hlubší vztah se mu přesto nepodaří navázat. Dá Joeovi příkaz, aby mu sám našel vhodnou partnerku ze zbývajících 227 ze seznamu, přičemž doplní jeho databázi veškerými svými osobními daty. Myslí si, že čím více bude Joe vědět o jeho životě, tím větší bude šance, že vybere tu pravou. Joe se pomalu a jistě seznamuje s podrobnými detaily Miltonova života, jeho zálibami, dětstvím a dospíváním, myšlenkami, vzpomínkami.
Joe nakonec vybere jistou Charity Jonesovou, hodnotitelku v historické knihovně ve Wichitě, cítí naprostou spřízněnost. Zařídí, že Milton je zatčen a uvězněn pro zneužívání pravomoci a manipulaci a těší se na 14. února (Valentýn), kdy má přijít jeho láska.

## Česká vydání
Česky vyšla povídka v následujících sbírkách nebo antologiích:
Pod názvem Opravdová láska:
- Labyrint (časopis, září 1986)
- Robohistorie I. (Triton 2004)[2]
- Roboti a androidi (Svoboda, 1988)
- Sny robotů (Mustang 1996, Knižní klub 1996)[1]

Pod názvem Pravá láska:
- Rychlý jako gepard a řvoucí jako lev (Classic 1994)
- 23x Asimov (SFK Winston Praha 1989, fanbook)